# Cándido Sá
Cándido Sá (Lisboa, Portugal, 7 de noviembre de 1992) es un jugador profesional de baloncesto portugués. Su estatura oficial es de dos metros y siete centímetros y juega principalmente en la posición de ala-pívot, pudiendo hacerlo también como pívot. Es internacional absoluto con la selección nacional de Portugal.

## Trayectoria
En la temporada 2011-12 debuta en la liga portuguesa con el SL Benfica, siendo además elegido Jugador Más Valioso (MVP) de la segunda división del país con el club filial.
En 2014 se traslada a Estados Unidos para iniciar su formación universitaria y juega para el JUCO San Jacinto Ravens (2014-2016), liderando la competición en tapones. Posteriormente es captado por la Universidad de Rutgers y entre 2016 y 2018 disputa la División I de la NCAA con los Scarlet Knights, graduándose en 2018 con medias de 2 puntos y 3.2 rebotes por partido. 
En la temporada 2019-20 regresa a Portugal y firma con el Sporting CP, club con el que se proclama campeón de liga en 2020-21, registrando 5.1 puntos y 3.9 rebotes. 
En la temporada 2021-22 ficha por el CB Benicarló, club español de LEB Plata, donde promedia 4.1 puntos y 2.9 rebotes en 25 partidos. 
Regresa de nuevo a Portugal en 2022-23 para firmar con el Ovarense, donde registra 7.5 puntos y 5.4 rebotes, y en 2023-24 se incorpora al Portimonense, también de la liga portuguesa, mejorando sus prestaciones hasta los 8.1 puntos y 6.8 rebotes. 
En agosto de 2024 firma con el Cáceres Patrimonio de la Humanidad para disputar la temporada 2024-25 en Segunda FEB. Disputó 30 encuentros con medias de 4.7 puntos y 4.5 rebotes.